# Pre-Millennium Tension
Pre-Millennium Tension to trzeci album Tricky’ego, wydany w 1996 roku. W niektórych utworach śpiewa Martina Topley-Bird, Tricky współpracował też podczas nagrań z gitarzystą Patem McManusem. Teksty zawierają wiele odniesień do ruchu Rastafari.

## Spis utworów
1. „Vent”
2. „Christiansands”
3. „Tricky Kid”
4. „Bad Dreams”
5. „Makes Me Wanna Die”
6. „Ghetto Youth”
7. „Sex Drive”
8. „Bad Things”
9. „Lyrics of Fury”
10. „My Evil Is Strong”
11. „Piano”